# Cosmopop
Die Cosmopop GmbH (Eigenschreibweise: cosmopop GmbH) ist eine deutsche Eventagentur mit Sitz in Mannheim. Sie ist Veranstalter mehrerer großer Techno-Festivals.

## Geschichte
Die cosmopop GmbH wurde 2003 von Steffen Charles und Robin Ebinger in Mannheim gegründet. Bereits in den Jahren davor hatten Charles und Ebinger mehrere Jahre Lang das lokale Time Warp Festival veranstaltet.
2014 veranstaltete cosmopop einmalig das Sea You Festival in Freiburg im Breisgau, nachdem es beim vorigen Veranstalter zu Problemen gekommen war.

## Festivals
- Time Warp Festival,  Mannheim
- Hafenfestival,  Mannheim
- Love Family Park,  Frankfurt am Main
- Sonus Festival,  Novalja
- Stuttgart Electronic Music Festival,  Stuttgart
- Stadt Land Bass,  Babenhausen

### Ehemalig
- Sea You Festival,  Freiburg (2014)
- Connect,  Düsseldorf (2018–2019)
- Kamehameha Festival,  Offenburg

## Clubs
- Loft,  Ludwigshafen am Rhein
- Hafen 49,  Mannheim
- Zimmer,  Mannheim